# Lophophanes
Genre
Lophophanes est un genre de passereaux, appartenant à la famille des Paridae, qui regroupe deux espèces.

## Liste des espèces
D'après la classification de référence (version 2.2, 2009) du Congrès ornithologique international (ordre phylogénique) :
- Lophophanes cristatus – Mésange huppée
- Lophophanes dichrous – Mésange des bouleaux